# Trojni spoj Karliova
Trojni spoj Karlıova je geološki trojni spoj triju tektonskih ploča: Anadolske ploče, Euroazijske ploče i Arapske ploče.
Trostruki rasjed Karlıova nalazi se na mjestu gdje se Sjevernoanadolski rasjed, koji se protežeu smjeru smjeru istok-zapad, siječe s Istočnoanadolskim rasjedom koji se proteže od spoja prema zapadu. Budući da je svaki krak spoja transformni rasjed (F), trojni spoj Karlıova je spoj tipa F-F-F. 